# Analisi dei sistemi dinamici
Nella teoria dei sistemi, l'analisi dei sistemi dinamici o teoria dei sistemi dinamici è lo studio del comportamento dei sistemi medesimi. Dal momento che la definizione di sistema dinamico è molto generale, sono diverse le discipline che propongono un modello matematico di sistema dinamico in riferimento a contesti particolari.
Ad esempio, in meccanica classica le equazioni del moto di Newton sono state riformulate dalla meccanica lagrangiana e dalla meccanica hamiltoniana, mentre in ingegneria i sistemi dinamici - che possono essere ad esempio circuiti - hanno una uscita (output) e un ingresso (input). Nel caso gli ingressi siano sottoposti ad un segnale aggiuntivo di controllo, si entra nell'ambito dell'analisi dei sistemi di controllo.
In tutti i casi, l'analisi dei sistemi dinamici viene effettuata impostando un sistema di una o più equazioni differenziali per le quali si specificano dei dati iniziali.

## Definizione matematica
Sia {\displaystyle A} una varietà differenziabile {\displaystyle n}-dimensionale, con {\displaystyle n} finito, e 
{\displaystyle \Phi =\{\Phi ^{t},\;t\in \mathbb {R} \}}
un gruppo di diffeomorfismi di mappe regolari {\displaystyle \Phi ^{t}\colon A\to A}. Allora la coppia {\displaystyle (A,\Phi )} è detta sistema dinamico regolare continuo e invertibile (continuo perché {\displaystyle t\in \mathbb {R} }). 

## Strumenti matematici

### Rappresentazione in spazio di stato
In fisica matematica, in particolare in meccanica razionale e nella teoria dei sistemi dinamici, una rappresentazione in spazio di stato, nota anche come rappresentazione in spazio di fase, è una descrizione di un sistema dinamico in cui si fa particolare riferimento alle variabili di stato del sistema, le quali formano uno spazio vettoriale in cui esso viene rappresentato. La dimensione del suddetto spazio vettoriale è pari al doppio del numero di gradi di libertà del sistema; viceversa, uno spazio vettoriale che abbia dimensione pari al numero di gradi di libertà riuscirà a tener conto soltanto dello stato del sistema in un singolo istante.

### Dominio della frequenza
In matematica, ingegneria, fisica, statistica, e altri ambiti delle scienze, l'analisi nel dominio della frequenza di una funzione del tempo (o segnale) ne indica la descrizione in termini dell'insieme (spettro) delle sue frequenze. Ad esempio, è una pratica diffusa nell'ambito delle tecnologie audiovisive e nelle telecomunicazioni valutare quanto un segnale elettrico o elettromagnetico sia compreso in bande di frequenze di particolare interesse.

## Traiettorie nello spazio delle fasi
Supponendo di perturbare un sistema ed osservando la traiettoria di una grandezza di interesse, si verificano casi di particolare interesse quando l'evoluzione tenderà a stabilizzarsi in una posizione di equilibrio, ossia un punto fisso dell'evoluzione del sistema.
Gli equilibri di un sistema cambiano al variare di ingressi e disturbi (supposti costanti), ad esempio modificando la tensione ai capi di un motore varia la velocità raggiunta a regime. Lo studio degli equilibri di un sistema dinamico è di estremo interesse, tipicamente i problemi di controllo possono essere interpretati come una modifica del punto di equilibrio di un dato sistema. Un esempio semplice è dato dall'equilibrio termico di un appartamento, la cui temperatura interna è l'equilibrio imposto dalle condizioni ambientali ed interne. L'utilizzo di un condizionatore d'aria (sistema di controllo) modificando la temperatura interna alla stanza non fa altro che modificare il punto di equilibrio del sistema.

### Stabilità e punti di equilibrio
In matematica, la teoria della stabilità riguarda la stabilità nel tempo dei sistemi dinamici, valutata in termini di limitatezza delle uscite (ad esempio nel caso di una rete lineare) o analizzando il comportamento delle orbite (soluzioni) dell'equazione differenziale che descrive il sistema, specialmente nel caso in cui esso si trovi in una condizione di equilibrio.
Lo studio della stabilità di un sistema dinamico è un problema diffuso in diversi settori della scienza, come l'ingegneria, la chimica, la fisica, l'economia, o la farmacologia. In particolare, nel caso di sistemi fisici il sistema raggiunge una configurazione che non varia nel tempo quando essa coincide con un minimo dell'energia posseduta dal sistema (teorema di Lagrange-Dirichlet).

### Teoria delle biforcazioni
La teoria delle biforcazioni è una teoria matematica che si occupa dello studio dei cambiamenti qualitativi o della struttura topologica di integrali di un campo vettoriale o, equivalentemente, dalla soluzione di un'equazione differenziale.

### Attrattori
In matematica, un attrattore è un insieme verso il quale evolve un sistema dinamico dopo un tempo sufficientemente lungo. Perché tale insieme possa essere definito attrattore, le traiettorie che arrivano ad essere sufficientemente vicine ad esso devono rimanere vicine anche se leggermente perturbate. Dal punto di vista geometrico un attrattore può essere un punto, una curva, una varietà (varietà stabile), o anche un insieme più complicato dotato di struttura frattale e noto con il nome di attrattore strano. La descrizione degli attrattori dei sistemi dinamici caotici è stata uno dei successi della teoria del caos.

## Teoria del controllo
In scienza dell'automazione, il controllo automatico di un dato sistema dinamico (ad esempio un motore, un impianto industriale o una funzione biologica come il battito cardiaco) si prefigge di modificare il comportamento del sistema da controllare (ossia delle sue "uscite") attraverso la manipolazione di opportune grandezze d'ingresso.

## Teoria ergodica
La teoria ergodica (dal greco ἔργον érgon, lavoro, energia e ὁδός hodós «via, percorso»[1]) si occupa principalmente dello studio matematico del comportamento medio, a lungo termine, di sistemi dinamici.

## Esempio
Per introdurre l'analisi di un sistema dinamico possiamo fare riferimento al modello costituito da un serbatoio d'acqua forato. In tale modello fissiamo le variabili e le costanti del sistema che si è creato. Abbiamo:
- La sezione {\displaystyle S} del serbatoio che rimane costante nel tempo.
- Una costante generale  {\displaystyle K} del liquido considerato che riassume: densità liquido, dimensione foro, ecc.
- Il livello di acqua nel serbatoio {\displaystyle x(t)} che definiamo come variabile di stato del sistema.
- La portata d'acqua entrante {\displaystyle u(t)} che definiamo come ingresso del sistema.
- La portata uscente dell'acqua {\displaystyle y(t)} che definiamo uscita del sistema che è proporzionale alla quantità di liquido sovrastante (ossia livello d'acqua per la sezione del serbatoio) e alla costante del sistema. Infatti {\displaystyle y(t)=Kx(t).}

Sappiamo che, essendo un serbatoio un sistema dinamico, il suo stato al tempo {\displaystyle t} è definito sia dalla variabile di ingresso, sia dalla variabile di uscita, sia dallo stato precedente del sistema {\displaystyle x(t-\Delta t).} Possiamo quindi definire la formula generale dei sistemi dinamici (del primo ordine: ossia quelli definiti da una sola variabile di uscita) per i quali:
{\displaystyle {\frac {\Delta x}{\Delta t}}=Ax(t)+Bu(t).}
Se si vuole sapere il livello di acqua nel serbatoio all'istante {\displaystyle t,} si può ragionare sulle variabili del sistema:
1. {\displaystyle u(t)-Kx(t)} corrisponde alla quantità di liquido del serbatoio (quantità entrante meno quantità uscente);
2. tale valore è uguale a {\displaystyle S{\frac {\Delta x}{\Delta t}}} (in quanto tale valore corrisponde anch'esso alla variazione di livello di liquido all'interno del serbatoio nell'unità di tempo), quindi
3. {\displaystyle u(t)-Kx(t)=S{\frac {\Delta x}{\Delta t}}};
4. si ricava il rapporto {\displaystyle {\frac {\Delta x}{\Delta t}}} e si ottiene
5. {\displaystyle {\frac {\Delta x}{\Delta t}}=kx(t)/S+u(t)/S} compatibile con la formula generale dei sistemi di primo ordine.

Se volessimo analizzare graficamente l'andamento dello stato del sistema, potremmo, tramite foglio di calcolo, determinare l'avanzare del sistema in funzione di un intervallo di tempo {\displaystyle \Delta t} che viene scelto "empiricamente" tramite la formula {\displaystyle \Delta t=0,1/|A|)}, ossia 0,1 fratto il valore assoluto del coefficiente moltiplicante lo stato del sistema nella formula generale dei sistemi.

Graficamente si ottiene un iniziale andamento esponenziale del sistema seguito da un equilibrio dello stato del sistema. Tendenza dei sistemi dinamici è infatti il raggiungimento di uno stato di equilibrio che si conservi nel tempo.

## Soluzioni numeriche
Le soluzioni numeriche sono degli algoritmi che permettono di approssimare la soluzione del sistema di equazioni differenziali che costituiscono il modello matematico del sistema. Questi algoritmi sono alla base dei software di simulazione come MATLAB/Simulink ed in linea generale possono risolvere anche problemi che non ammettono soluzioni in forma chiusa.